# NAM-1975
『NAM-1975』（ナム1975）は、1990年にSNK（旧社）から稼動されたアーケード用アクションシューティングゲーム。家庭用バージョン「ネオジオ」で、他の数作と同時に、同年の4月26日に発売された（いわゆるローンチタイトル）。
ベトナム戦争末期を舞台としており、主人公のシルバー中尉とブラウン中尉を操作し、誘拐されたR.マックリー博士とその娘ナンシーを救出するのを目的としている。
1994年にはネオジオCD用ソフトとして発売された他、2011年Windows用ソフトとしてプロジェクトEGGにて、2013年にはWii用ソフトとしてバーチャルコンソールにて、2017年にはPlayStation 4およびXbox One、Nintendo Switch用ソフトとしてアケアカNEOGEOにて配信された。
アーケード版はゲーム誌『ゲーメスト』の企画「第4回ゲーメスト大賞」（1990年度）にてベスト演出賞9位を獲得した。

## 概要
ネオジオの第1作で、フルボイスの実現、フレームレートの高さや多彩なグラフィックパターン、音楽の質などの点において当時の家庭用ゲーム機を圧倒していた。また初期の作品のため、後のネオジオに見られるネオジオロゴアニメーションは本作にはない。

## ゲーム内容

### システム
主人公はシルバー中尉（1P）とブラウン中尉（2P）で、2人同時プレイも可能。また女性捕虜（クリス・ヘルパー）を助けることにより一緒に戦ってくれる。
本作のステージは全6面。最終ボスはデフォルトではコンティニュー不可能となっている。なお、コンティニューできるように設定を変更する事は可能。

### 武器
本作には射撃用の武器と投擲用武器の2種類がある。
射撃用の武器は次のようなものがある。
- マシンガン - 初期装備の武器。
- バルカン - マシンガンよりも強力な武器。
- ミサイル - 爆風が発生し、その範囲内の敵を一掃できるミサイルが撃てる。
- ファイア - 射程内の敵にまとめてダメージを当たられる。

一方、投擲用の武器は次のようなものがある。
- 手榴弾 - 震盪性の爆破で敵を倒すことができる。
- スパークボム - 手榴弾よりも強力で、誘爆を起こすこともできる。
- ナパーム爆弾 - 範囲内の敵を一掃できる。

## ストーリー
舞台はベトナム戦争末期の戦場で、シルバー中尉とブラウン中尉はアメリカ陸軍の科学者R.マックリー博士、そしてやはり誘拐されNAMに投獄されていると思われる博士の娘のナンシーを救出する使命を与えられる。
しかし任務を遂行していく過程で、マックリー博士こそが世界を破滅に導く巨大レーザーキャノン砲を造ろうとしているマッドサイエンティストであることが判明する。

## 移植版
| No. | タイトル | 発売日                     | 対応機種               | 開発元 | 発売元             | メディア                              | 型式               | 備考         |
| --- | -------- | -------------------------- | ---------------------- | ------ | ------------------ | ------------------------------------- | ------------------ | ------------ |
| 1   | NAM-1975 | 1990年4月26日 1991年7月1日 | ネオジオ               | SNK    | SNK                | ロムカセット                          | NGH-001            |              |
| 2   | NAM-1975 | 1994年9月9日               | ネオジオCD             | SNK    | SNK                | CD-ROM                                | NGCD-001 NGCD-001E |              |
| 3   | NAM-1975 | 2011年6月1日               | Windows                | SNK    | D4エンタープライズ | ダウンロード （プロジェクトEGG）      | -                  |              |
| 4   | NAM-1975 | 2013年1月22日 2013年4月4日 | Wii                    | SNK    | D4エンタープライズ | ダウンロード （バーチャルコンソール） | -                  |              |
| 5   | NAM-1975 | INT 2017年3月2日           | PlayStation 4 Xbox One | SNK    | ハムスター         | ダウンロード （アケアカNEOGEO）       | -                  | 海外版も収録 |
| 6   | NAM-1975 | INT 2017年3月9日           | Nintendo Switch        | SNK    | ハムスター         | ダウンロード （アケアカNEOGEO）       | -                  | 海外版も収録 |
| 7   | NAM-1975 | INT 2017年12月15日         | Windows Apps           | SNK    | ハムスター         | ダウンロード                          | -                  |              |
| 8   | NAM-1975 | 2021年12月23日             | iOS Android            | SNK    | ハムスター         | ダウンロード                          | -                  | 海外版も収録 |

## スタッフ
- プロデューサー：川崎英吉 (GOD!)
- メイン・ディレクター：DACHIPEE
- サブ・ディレクター：FUKUPEE (NEW FACE)
- プログラマー：ZAC、KURASAN (NEW FACE)
- デザイン、チーフ：SATOPEE (NICE GUY)
- デザイナー：NAKAPEE、FUKUPEE、SATOPEE、ISHIPEE、MIYOPEE (BACK TO TOKYO)、KAWAPEE (NEW FACE)、SAKAPEE (NEW FACE)、YAMAPEE (NEW FACE)
- サウンド：おさかようこ (BEAUTIFUL!)

## 評価
- ゲーム誌『ゲーメスト』誌上で行われていた「第4回ゲーメスト大賞」（1990年度）において、読者投票によりベスト演出賞で9位を獲得した[18]。

- ゲーメストムック『ザ・ベストゲーム』（1991年）内の「ビデオゲームフルリスト」の紹介文では、世界観について「多彩な武器を使いこなしベトナムを突き進む、かなり暗い雰囲気のゲーム」と評し、「46メガはだてじゃなくグラフィックには目をみはる」とグラフィックに関して肯定的なコメントで紹介されている[23]。

- ネオジオ版発売時は批評家から肯定的な反応を受けた。1999年にGameFanではSuper Teeterが肯定的な見解を示し、本作の様々な部分を賞賛しつつ高難易度を指摘した[24]。

- ネオジオフリークが1997年に同誌で行ったネオジオゲームツインレビューでは3、4の7点[17]。レビュアーはデモはかなりインパクトがあるがネオジオ版発売当初は面白かったが1997年時点ではキャラが小さく弾が見難い、一見ガンシューティングだがアクションでもあるため難易度はかなり高く後半以降は普通の人ではクリアできないとした[17]。